# Trenton (Nebraska)
Trenton és una població dels Estats Units a l'estat de Nebraska. Segons el cens del 2000 tenia 507 habitants.

## Demografia
Segons el cens del 2000, Trenton tenia 507 habitants, 246 habitatges, i 138 famílies. La densitat de població era de 337,5 habitants per km².
Dels 246 habitatges en un 19,5% hi vivien nens de menys de 18 anys, en un 46,3% hi vivien parelles casades, en un 6,9% dones solteres, i en un 43,9% no eren unitats familiars. En el 38,2% dels habitatges hi vivien persones soles el 18,7% de les quals corresponia a persones de 65 anys o més que vivien soles. El nombre mitjà de persones vivint en cada habitatge era de 2,03 i el nombre mitjà de persones que vivien en cada família era de 2,7.
Per edats la població es repartia de la següent manera: un 17,8% tenia menys de 18 anys, un 6,9% entre 18 i 24, un 22,7% entre 25 i 44, un 27,8% de 45 a 60 i un 24,9% 65 anys o més.
L'edat mediana era de 47 anys. Per cada 100 dones de 18 o més anys hi havia 87,8 homes.
La renda mediana per habitatge era de 25.078 $ i la renda mediana per família de 34.271 $. Els homes tenien una renda mediana de 26.094 $ mentre que les dones 20.625 $. La renda per capita de la població era de 14.057 $. Aproximadament el 13,7% de les famílies i el 15% de la població estaven per davall del llindar de pobresa.

## Poblacions més properes
El següent diagrama mostra les poblacions més properes.